# Liste der Monuments historiques in Kerbors
Die Liste der Monuments historiques in Kerbors führt die Monuments historiques in der französischen Gemeinde Kerbors auf.

## Liste der Bauwerke
| Bezeichnung                      | Beschreibung                              | Standort | Kennzeichnung | Schutzstatus | Datum | Bild           |
| -------------------------------- | ----------------------------------------- | -------- | ------------- | ------------ | ----- | -------------- |
| Manoir de Kerhos                 | Herrenhaus, erbaut ab dem 15. Jahrhundert | (Lage)   | PA00089210    | Inscrit      | 1983  | weitere Bilder |
| Allée couverte von Men-ar-Rumpet | Neolithikum                               | (Lage)   | PA00089209    | Classé       | 1957  | weitere Bilder |